# Teodoro Obiang Nguema Mbasogo
Teodoro Obiang Nguema Mbasogo (født 5. juni 1942) har været præsident for Ækvatorialguinea siden 1979.
Han afsatte Francisco Macías Nguema ved et blodigt militærkup den 3. august 1979. Efter kuppet blev Macías anklaget for sine aktiviteter i det foregående årti, der blandt andet havde omfattet folkedrab på den etniske minoritet Bubi. Han blev dømt til døden og henrettet den 29. september 1979 ved skydning.
Obiang erklærede, at den nye regering ville starte forfra efter Macías brutale og undertrykkende regime. Han arvede et land med en befolkning, der var faldet til en tredjedel af 1968-niveauet med omkring 50% af de tidligere 1,2 millioner indbyggere flyttet enten til Spanien eller til nabolandene eller blevet myrdet under Macias diktatur.
En ny forfatning blev vedtaget i 1982. På samme tid blev Obiangs valgt til en syv-årig periode som præsident. Han blev genvalgt i 1989 som den eneste kandidat. Efter at andre parter fik lov til at organisere, blev han genvalgt i 1996 og 2002 med 98 procent af stemmerne i valg fordømt som bedrageri af internationale observatører. Igen i 2009 blev han valgt med 97% af stemmerne efter beskyldninger om svindel.
Obiangs regime bærer tydelige autoritære præg, selv efter at andre partier blev tilladt i 1991. Selv om hans styre oprindeligt blev anset for mere humant end hans onkels, er det ifølge de fleste beretninger blevet mere brutalt i årenes løb. Størstedelen af de indenlandske og internationale observatører mener, at hans regime er et af de mest korrupte, etnocentriske, undertrykkende og udemokratiske i verden. Ækvatorial Guinea er nu stort set en etpartistat, domineret af Obiangs Ækvatorial Guinea Demokratiske Parti (PDGE). I 2008 kaldte den amerikanske journalist Peter Maass Obiang Afrikas værste diktator, værre end Robert Mugabe i Zimbabwe.
I november 2021 blev Teodoro Obiang Nguema Mbasogo udnævnt på sit partis kongres som kandidat for en sjette periode ved valget i 2023.